# Europeana
A Europeana é uma biblioteca virtual desenvolvida pelos países da União Europeia. Em 2019, o protótipo soma mais de cinquenta milhões de itens digitais, todos eles em domínio público. Mais de 50% do conteúdo inicial foi fornecido pela França, 10% do Reino Unido, 1.4% da Espanha, e 1% da Alemanha. O projeto prevê ao menos 10 milhões de trabalhos em 2010, quando Europeana estiver completamente operacional.
O diretor deste projeto atualmente é Jill Cousins.

## História
Em abril de 2005, o então presidente da França, Jacques Chirac, em conjunto com os primeiros-ministros da Alemanha, Espanha, Itália, Polônia, Hungria e Brasil enviaram uma carta ao Presidente da Comissão Europeia, José Manuel Durão Barroso, que recomendava a criação de uma biblioteca virtual europeia, para tornar acessível a todos o patrimônio cultural da Europa.
A Europeana foi materializada em estreita cooperação com as bibliotecas nacionais e outros organismos culturais dos Estados-Membros, assim como através do importante apoio dado pelo Parlamento Europeu. A Europeana é dirigida pela Fundação para a Biblioteca Digital Europeia, que reúne as principais associações de bibliotecas, arquivos, museus, arquivos audiovisuais e instituições culturais da Europa. A Europeana está instalada na biblioteca nacional neerlandesa, a Koninklijke Bibliotheek.
A Comissão Europeia começou a trabalhar na digitalização e na acessibilidade em linha do material cultural já em 2000. Entre 2000 e 2005 co-financiou projetos de investigação e promoveu uma melhor colaboração entre os Estados-membros que queriam colocar em linha o seu patrimônio cultural.
A Europeana recebeu contribuições de mais de 2.200 organizações culturais de toda a Europa. Apenas o Instituto Nacional do Audiovisual francês concorreu com 80.000 vídeos do século XX, que partem das primeiras imagens filmadas nos campos de batalha franceses em 1945. Esses vídeos incluem conferências e discussões envolvendo vários historiadores franceses, como Jean-Pierre Vernant , Jacques Le Goff,René Rémond, Fernand Braudel,Georges Duby, entre outros.

## Serviços oferecidos
A plataforma da Europeana permite pesquisas por nome (atores, arquitetos, artistas, coreógrafos, compositores, maestros, bailarinos, cineastas, músicos, fotógrafos), por tipo de documento (títulos de livros, poemas, jornais, pinturas, fotografias, filmes ou programa de televisão), por localização dos registros (nomes de cidades ou países da Europa ou de outras partes do mundo), por datas e por frases. As pesquisas podem ser refinadas por tipo de mídia, língua, data, documentos com direitos autorais e por origem dos documentos. Cada documento é identificado por um ícone que representa imagem, texto, som e 3D. Uma ferramenta disponível é denominada Minha Europeana, um espaço para conservar as pesquisas pessoais para uso posterior e para marcar registros favoritos.
Uma parceria entre a Universidade de Oxford e a Europeana foi estabelecida para a criação de um arquivo digital da Primeira Guerra Mundial, contendo cartas, diários, fotos de familiares, relatos de combates, entre outros documentos. a Europeana 1914 - 1918 integra recursos de Biblioteca e Arquivos de todo o mundo com memórias e recordações de famílias de toda a Europa.
Outra plataforma disponível é a Europeana Exhibitions, onde as exposições virtuais são vitrines do conteúdo disponível na Europeana, que permite acesso de textos, imagens e sons sobre assuntos diversos. Todas as exposições da Europeana Exhibitions estão disponíveis em inglês. As traduções para outras línguas são feitas com ajuda de voluntários, sócios - contribuintes e tradutores, por vezes, profissionais.
A Europeana possui ainda um blog que contém diferentes categorias de acesso a conteúdos além do acervo, como informações sobre eventos, notícias, novas tendências para exibição do acervo. O blog permite a interação dos usuários junto a redes sociais.

## Parceiros
A biblioteca possui dentre seus parceiros:
- Hungorian Theatre Museum and Institute
- The Rybinsk State History, Architecture and Art Museum - Preserve museum
- Archief Eemland
- National Gallery of Ireland
- The European Library - VU University Amserdam Library
- The European Library - University of Edinburgh,
- The European Library - Comteporary International Documentation Library
- Portage Plus
- AthenaPlus